# Parocneria philbyi
Parocneria philbyi är en fjärilsart som beskrevs av Collenette 1933. Parocneria philbyi ingår i släktet Parocneria och familjen tofsspinnare. Inga underarter finns listade i Catalogue of Life.